# Herrenbreitungen
Herrenbreitungen ist ein Ortsteil der Gemeinde Breitungen/Werra im Landkreis Schmalkalden-Meiningen in Thüringen.

## Lage
Herrenbreitungen, das auch Burgbreitungen genannt wird, liegt auf dem östlichen Hochufer der Werra. Die Hauptstraße führte bis zum Bau der 500 m nördlich des Ortes projektierten Umgehungsstraße als Bundesstraße 19 durch den Ortsteil. Auf einer Anhöhe über der Werra stehen die 800 Jahre alte Dorfkirche St. Michael und die angrenzende einstige Klosteranlage mit dem Renaissanceschloss sowie der 900 Jahre alten romanischen Basilika, die noch aus der Klosterzeit stammt.

## Geschichte
Die urkundliche Ersterwähnung von Herrenbreitungen ist am 19. Dezember 1049 datiert. Herrenbreitungen entstand gleich zu Beginn der Gründung der königlichen Villa in Frauenbreitungen und auf dem Burghügel am östlichen Werra-Ufer mit der Königspfalz, die dem Ort erst den Namen Burgbreitungen gab. Im 11. Jahrhundert gründete Pfalzgraf Siegfried von Weimar-Orlamünde ein Benediktinerkloster. So wurde Burgbreitungen zu Herrenbreitungen.
Das Kloster war ein Tochterkloster der Abtei Hersfeld und wurde nach Aufhebung des Klosters Vogtei und Amt der Grafen von Henneberg. Der Henneberger Graf Poppo XII. ließ nach 1560 unter Einbeziehung baulicher Reste des aufgehobenen Klosters ein neues Renaissance-Schloss errichten. Im Jahr 1583 erlosch das Henneberger Geschlecht, und die Landgrafschaft Hessen-Kassel wurde Besitzer von Schloss Herrenbreitungen und dem Amt Herrenbreitungen. Im Dreißigjährigen Krieg wurde das Schloss beschädigt, die originale Bausubstanz aus dem 16. Jahrhundert blieb aber in großen Teilen erhalten. Das Schloss diente dann als Justizamt, Gefängnis und Rentamt.
Am 1. Juli 1950 wurde Herrenbreitungen nach Breitungen/Werra eingemeindet.

## Sehenswürdigkeiten
Sehenswürdigkeiten sind die 900 Jahre alte Basilika aus der Klosterzeit, der 800 Jahre alte Turm der Dorfkirche St. Michael mit dem barocken Kirchenschiff sowie das vor 450 Jahren in Formen der Spätgotik und der Renaissance letzte von den Grafen von Henneberg erbaute Schloss.

## Persönlichkeiten
- Erasmus Kupfermann, 16. Jh., Abt des Klosters Herrenbreitungen und Alchemist
- Andreas Dörer (1557–1622), Mediziner
- Johann Casper Beck (1703–1774), Orgelbauer des Barock